# Finska mästerskapet i bandy 1971/1972
Finska mästerskapet i bandy 1971/1972 spelades som dubbelserie. Vastus vann mästerskapet. Mästarlagets Pertti Tammilehto vann skytteligan med 32 mål.

## Mästerskapsserien

### Slutställning
| Lag                   | Spelade | Vinster | Oavgjorda | Förluster | Målskillnad | Poäng |
| --------------------- | ------- | ------- | --------- | --------- | ----------- | ----- |
| Veitsiluodon Vastus   | 14      | 13      | 1         | 0         | 89–25       | 27    |
| Warkauden Pallo -35   | 14      | 11      | 0         | 3         | 84–36       | 22    |
| IFK Helsingfors       | 14      | 10      | 0         | 4         | 87–39       | 20    |
| OLS                   | 14      | 7       | 0         | 7         | 73–70       | 14    |
| Borgå Akilles         | 14      | 5       | 2         | 7         | 52–72       | 12    |
| Mikkelin Palloilijat  | 14      | 5       | 1         | 8         | 63–64       | 11    |
| OPS                   | 14      | 3       | 0         | 11        | 48–63       | 6     |
| Warkauden Pallo-Pojat | 14      | 0       | 0         | 14        | 30–157      | 0     |

WPP åkte ur serien. Nykomling blev Lappeenrannan Pallo.

## Finländska mästarna
Vastus: Seppo Jolkkonen, Eino Keinänen, Kari Kiviharju, Eino Silvekoski, Erkki Mehtälä, Risto Tammilehto, Pertti Tammilehto, Matti Räsänen, Juha Eklund, Eero Hamari, Pekka Ryhänen, Pentti Karvo, Kaarlo Henttinen, Esko Talma, Erkki Karvo, Asko Eskola.

### Fotnoter
1. ↑  finbandy.fi